# Корсиканська мова

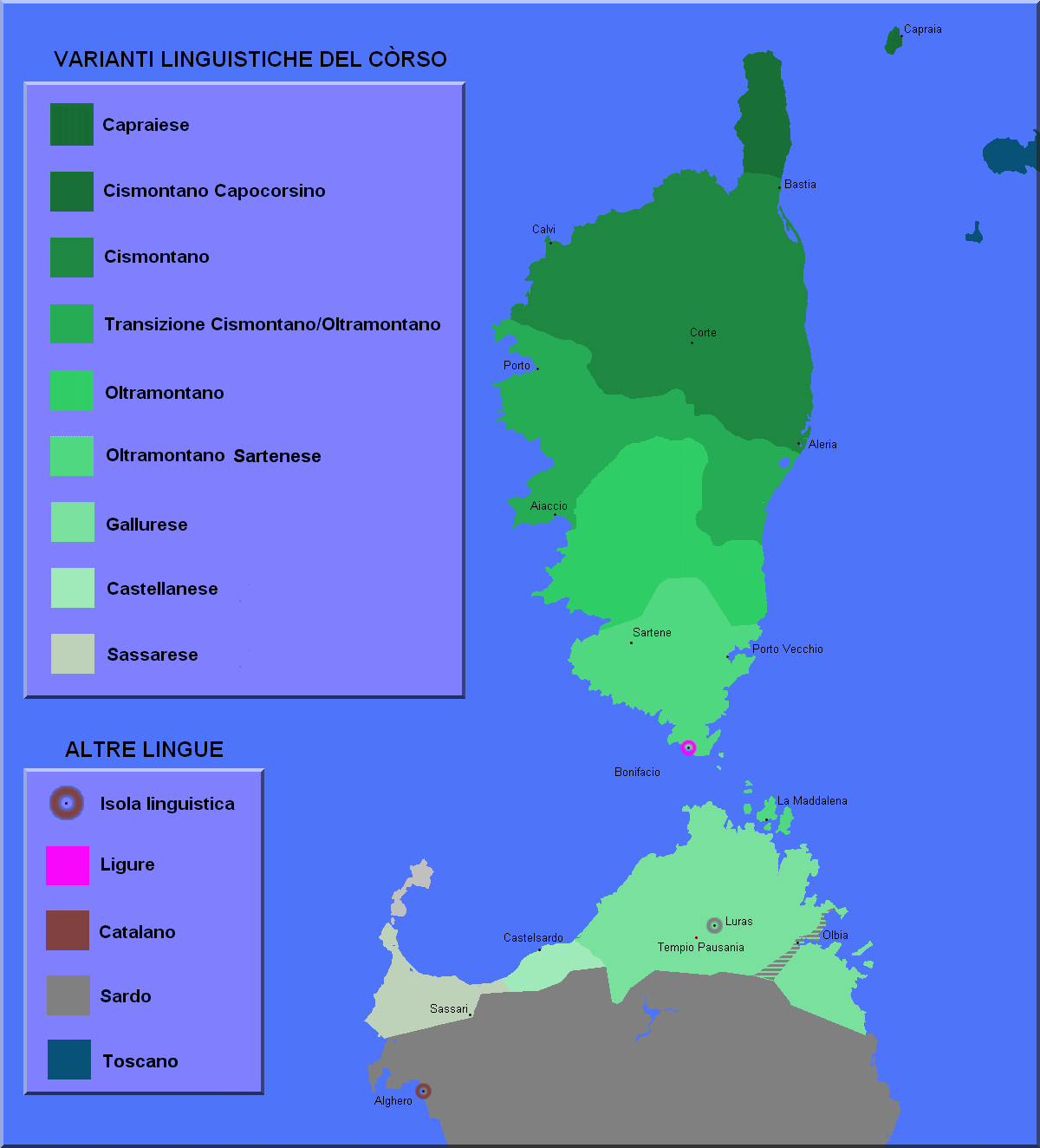
діалекти корсиканської мови

Корсика́нська мо́ва — романська мова, споріднена з ліґурійською мовою (яку інколи називають говором італійської мови). Поширена на Корсиці (Франція) та на півночі Сардинії.
Корсика, власне острів, розташована приблизно за 123,9 км від західного узбережжя Тоскани; завдяки історичним зв'язкам корсиканська мова вважається частиною тосканських діалектів, що походять з цієї частини Італійського півострова, і, таким чином, є спорідненою з флорентійською основою стандартної італійської мови.
Під тривалим впливом тосканської Пізи та Генуезької республіки на Корсику, корсиканська мова колись виконувала роль народної мови, тоді як італійська функціонувала як офіційна мова острова до того, як Франція отримала острів від Генуезької республіки (1768). До 1859 року французька замінила італійську як першу мову Корсики настільки, що на момент визволення Франції (1945) майже кожен мешканець острова мав принаймні робоче знання французької. XX століття відзначилося значним мовним зрушенням: остров'яни пристосовували та змінювали свої комунікації до такої міри, що до 1960-х років не залишилося жодного корсиканомовного монолінгва. До 1995 року, за оцінками, близько 65 % жителів острова мали певний рівень володіння корсиканською мовою, а меншість, близько 10 %, використовувала корсиканську як першу мову.

## Класифікація

Діаграма романських мов на основі структурних та порівняльних критеріїв

Корсиканська мова класифікується як регіональна мова відповідно до французького законодавства. Майже всі вчені погоджуються, що корсиканська типологічно та традиційно належить до італо-романських мов, однак її конкретне місце всередині цієї групи є дискусійним. Деякі дослідники стверджують, що корсиканська належить до центрально-південних італійських діалектів, тоді як інші вважають, що вона тісно пов'язана з тосканськими діалектами Італії або є їхньою частиною. Італійська мова та діалекти корсиканської (особливо північнокорсиканської) насправді є взаємнозрозумілими. Південнокорсиканська мова, попри географічну близькість, має своїм найближчим лінгвістичним сусідом не сардинську (окрему групу, яка не є взаємнозрозумілою), а діалекти південного Італійського регіону, такі як сікуло-калабрійська мова. Існує теорія, що до тосканізації Корсики під час правління Пізи та Генуї на острові могла існувати сардинська або подібна сардо-романська говірка.
Питання є суперечливим через історичні, культурні та особливо тісні лінгвістичні зв'язки, які Корсика традиційно підтримувала з Італійським материком від Середньовіччя до XIX століття. На відміну від сусідньої Сардинії, Корсика глибоко увійшла до диглосної системи, де італійська функціонувала як престижна мова, що дозволяло сприймати і корсиканську, і італійську як два соціолінгвістичні рівні однієї мови. Корсиканська й італійська існували на своєрідному континуумі, де межі між ними були розмитими, і місцевим жителям потрібно було лише трохи змінити мовний регістр для офіційного спілкування. «Тосканізуючи» свою мову (або, як колись казала корсиканська еліта, parlà in crusca — «говорити мовою crusca», від назви Академії, яка стандартизувала італійську мову), корсиканці практикували не перемикання кодів, а змішування кодів, що є характерним для материкових італійських діалектів. Італійська сприймалася як відмінна від корсиканської, але не настільки, як відмінності між північною та південною корсиканською, які говорили їхні носії.[21] Коли Паскуале Паолі був у вигнанні в Лондоні, на запит Семюела Джонсона про існування «сільської мови», відмінної від італійської, він відповів, що така мова існує лише на Сардинії; він наполягав, що італійська є офіційною мовою Корсики, навіть визнаючи існування корсиканської як народної мови.
Сучасна корсиканська мова є результатом цих історичних перипетій, які перетворили її на ідіом, що дуже нагадує середньовічну тосканську мову часів Данте та Боккаччо й досі існує у периферійній Тоскані (Лукка, Гарфаньяна, Ельба, Капрая). Подібність між сучасною корсиканською та стародавньою тосканською помітна майже в кожному аспекті мови: фонетиці, морфології, лексиці та синтаксисі. Одна з особливостей стандартної італійської мови — збереження інфінітивного закінчення -re (як у латинському mittere «посилати»); у тосканській та корсиканській це закінчення втрачено, що призводить до результату mette/metta («класти»). Відносний займенник для «хто» в італійській — chi, а для «що» — che/che cosa, тоді як у корсиканській він стає невідмінюваним chì. Відмінною рисою, що розділяє корсиканські діалекти та тосканські (окрім аміатинського, пітильянезького та капраєзького діалектів), є збереження кінцевого -o/-u у словах.[23] Наприклад, італійські вказівні займенники questo («цей») і quello («той») у корсиканській перетворюються на questu/quistu і quellu/quiddu: ця особливість також була притаманна раннім італійським текстам середньовіччя.
Після придбання Корсики Людовіком XV італійська мова продовжувала залишатися мовою освіти, літератури, релігії та місцевих справ. Багаті юнаки все ще їздили до Італії для здобуття вищої освіти (оцінено, що у 1830 році корсиканці становили чверть студентів Пізанського університету). Місцеві цивільні реєстри велися італійською до 1855 року; 9 травня 1859 року італійську було замінено французькою як офіційну мову острова, [24] хоча остання почала поширюватися серед населення лише з 1882 року завдяки законам Жуля Феррі.
Корсиканська література як окреме явище виникла досить пізно, і на початковому етапі вона не мала автономних культурних ініціатив. Корсиканські письменники, такі як Сальваторе Віале, навіть пишалися своєю приналежністю до ширшої італійської сфери, вважаючи корсиканську «одним з найнижчих, нечистих діалектів Італії».
Агресивні претензії Італії за часів фашизму в XX столітті та подальше вторгнення викликали народну відразу, що ще більше відштовхнуло острів'ян від стандартної італійської й пришвидшило їхній перехід на французьку мову. До визволення Франції всі попередні зв'язки з Італією були розірвані, а підтримка корсиканської мови, яка була політизована місцевими колабораціоністами, зустрічалася із критикою й підозрами у підтримці іредентизму. Згодом корсиканська мова розвивалася незалежно від італійської й стала ключовим елементом руху Riacquistu («повернення») у 1970-х роках для відродження корсиканської культури. Націоналістичні заклики поставити корсиканську мову на один рівень із французькою привели до того, що Французька Національна асамблея у 1974 році поширила дію закону Дейксона 1951 року (що спочатку визнавав лише кілька мов — бретонську, баскську, каталанську та окситанську) на корсиканську як повноцінну регіональну мову Франції.

## Походження мови
Спільний зв'язок між Корсикою та Центральною Італією можна простежити ще з часів етрусків, які утвердили свою присутність на острові вже у 500 році до нашої ери. У 40 році нашої ери повідомлялося, що корсиканці не говорили латиною. Римський вигнанець Сенека Молодший зазначав, що як узбережжя, так і внутрішні території були населені людьми, чию мову він не міг зрозуміти. Більш конкретно, Сенека стверджував, що населення острова є результатом нашарування різних етнічних груп, таких як греки, лігури та іберійці, чия мова перестала бути розпізнаваною серед населення через змішання з іншими двома групами. Окупація острова вандалами близько 469 року ознаменувала кінець впливу латиномовної влади. Якщо місцеве населення того часу й говорило латиною, то воно мало набути її лише під час пізньої Римської імперії.
Сучасна корсиканська мова зазнала впливу мов великих держав, які проявляли інтерес до Корсики; спочатку середньовічних італійських держав, таких як Папська держава (828—1077), Республіка Піза (1077—1282) і Республіка Генуя (1282—1768), а згодом і Франції, яка з 1859 року впровадила офіційний паризький діалект французької мови. Термін «галлізована корсиканська» стосується еволюції корсиканської мови, що почалася приблизно з 1950 року, тоді як «дистанційована корсиканська» означає ідеалізовану форму мови, створену в рамках мовного пуризму шляхом усунення будь-яких французьких запозичень.

## Діалекти
Корсиканська мова має дві основні групи діалектів: ті, що поширені на північному заході (Бастія та Корте — Haute-Corse, Cismonte або Corsica suprana) та півдні острова (Сартен і Порто-Веккьо — Corse-du-Sud, Pumonti або Corsica suttana). Діалект Аяччо є перехідним, тоді як діалекти Кальві та Боніфачо належать до лігурської мови.
Цей поділ по лінії Джіролата-Порто-Веккьо пояснюється міграцією з Тоскани у середні віки. Північні діалекти стали близькими до тосканського, тоді як південні зберегли архаїчні риси, подібні до сицилійської та частково сардинської мов.

### Північнокорсиканський діалект
Поширення: Бастія, Корте, Кап-Корс та Баланья.
Характеристики: близький до тосканської, має умовний спосіб на -ebbe (наприклад, amarebbe). У діалекті Бастії зміни: u → o (momentu → momento), a → o (oliva → olivo).

### Перехідна зона
Ці діалекти поєднують риси північних і південних говорів. У районі Аяччо помітний ретрофлекс -dd- (frateddu) та слова з північної групи (cane замість ghjacaru).

### Південнокорсиканський діалект
Поширення: Сартен, Порто-Веккьо, Альта Рокка.
Характеристики: архаїчний і консервативний, збереження коротких латинських голосних ĭ та ŭ (pilu, bucca), ретрофлекс -dd- (як у сицилійській: aceddu, beddu), умовний спосіб на -ìa (amarìa).
Окреме місце займає Діалект Сартен, що зберігає короткі голосні (siccu, piru) і змінює -rn- на -rr- (forru, carri).
В околицях Порто-Веккьо чоловічі однини закінчуються на u (fiumu), а множини — на a (i solda, i mura).

## Кількість носіїв
Положення корсиканської мови відносно французької є подібним до інших регіонів Франції, де існують або існували місцеві мови. Перехід корсиканців на регіональну французьку відбувся пізніше, ніж у багатьох інших регіонах, але мова досі має значний вплив на населення острова. У 1980 році близько 70% населення володіли корсиканською мовою, а у 1990 році із 254 тисяч осіб 50% володіли мовою, проте лише 10% використовували її як рідну. У 2007 році населення Корсики зросло до 281 тисячі, але лише незначна частина вільно володіла корсиканською.
За даними офіційного опитування 2013 року, кількість носіїв корсиканської мови становила від 86,800 до 130,200 осіб із загальної чисельності 309,693. 28% населення володіли мовою добре, ще 14% — "досить добре". Розуміння мови було максимальним у старших за 65 років (65%) і мінімальним у віковій групі 25–34 роки (25%). У Північній Корсиці 32% населення говорили корсиканською, у Південній цей показник складав лише 22%. 10% населення спілкувались виключно французькою, тоді як 62% чергували французьку та корсиканську мови. Водночас лише 8% населення могли писати корсиканською правильно, тоді як 60% цього не вміли.
Щодо мовної політики, 90% населення підтримували ідею білінгвізму, де корсиканська і французька мови мають рівний статус, тоді як 3% виступали за корсиканську як єдину офіційну мову, а 7% підтримували лише французьку.
Корсиканська мова класифікується ЮНЕСКО як "безперечно зникаюча мова". Вона є важливим носієм корсиканської культури, багатої на приказки та традиційну поліфонічну музику.

## Підтримка урядом

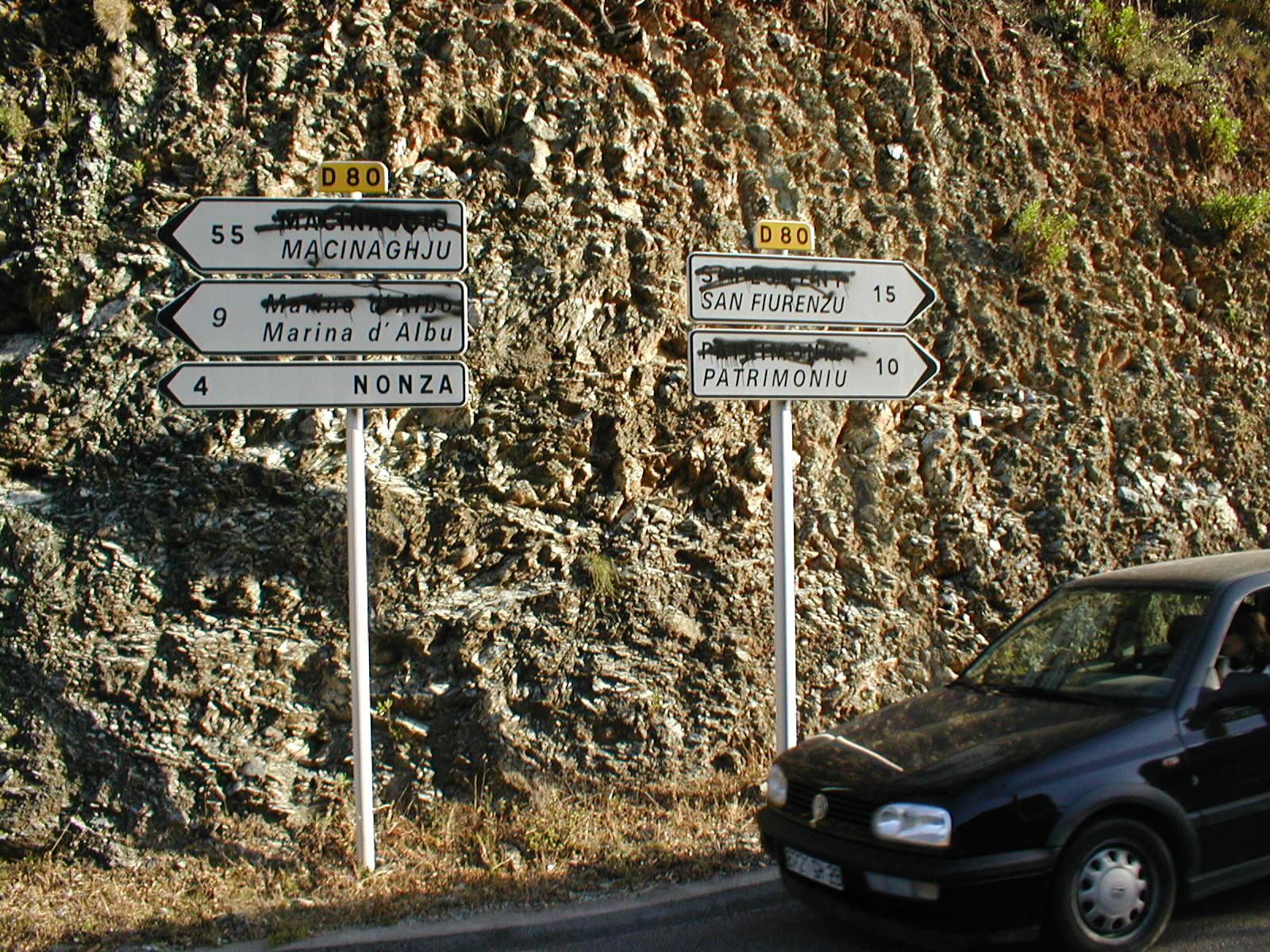
Двомовні дорожні знаки із замальованими французькими написами

Коли французька Асамблея ухвалила закон Дейксона у 1951 році, який дозволяв викладання регіональних мов у школах, ельзаська, фламандська та корсиканська мови не були включені, оскільки їх класифікували як dialectes allogènes німецької, нідерландської та італійської мов відповідно, тобто як діалекти іноземних мов, а не самостійні мови. Лише у 1974 році ці мови отримали політичне визнання як регіональні мови для їхнього викладання на добровільній основі.
Статут Жокса 1991 року, що заснував Collectivité Territoriale de Corse (Територіальне об'єднання Корсики), також передбачив створення Корсиканської асамблеї, яку було зобов'язано розробити план факультативного викладання корсиканської мови. Центральну роль у плануванні відігравав Університет Корсики Паскаля Паолі в місті Корті, Верхня Корсика.
На початковому рівні корсиканська мова викладається до фіксованої кількості годин на тиждень (у 2000 році це було три години) і є факультативним предметом у середніх школах, але є обов'язковим для вивчення в Університеті Корсики. Вона також доступна через систему освіти для дорослих. Корсиканською мовою можна користуватися в суді або під час виконання інших урядових справ, якщо відповідні посадовці нею володіють. Культурна рада Корсиканської асамблеї виступає за використання мови, зокрема на публічних знаках.
Однак у 2023 році судове рішення, ініційоване місцевим префектом і протилежне сучасним тенденціям, заборонило використання корсиканської мови у французьких державних установах і регіональному парламенті. Також було визнано неконституційним існування поняття "корсиканський народ".